# Campeonato Nacional B 1990-91
El Torneo Nacional B 1990-1991 fue la quinta edición de la Primera B Nacional, que llevaba por ese entonces el nombre de Nacional B. Fue disputado entre el 4 de agosto de 1990 y el 2 de junio de 1991 por 22 equipos.
Se incorporaron Racing de Córdoba e Instituto, descendidos de la Primera División; Deportivo Morón, campeón de la Primera B 1989-90 y Deportivo Laferrere y Atlanta, ganadores de los zonales Noroeste y Sureste, respectivamente, disputados por equipos de la Primera B y del Torneo del Interior.
El campeón fue Quilmes, que ascendió directamente a Primera División. El segundo ascenso fue para Belgrano por medio del Torneo reducido.
Asimismo, el torneo determinó el descenso de Atlanta, recientemente ascendido, y Tigre a la Primera B Metropolitana y de Cipolletti a su respectiva liga regional, por medio de la tabla de promedios.

## Ascensos y descensos
| Promedio | Descendidos del Nacional B 1989-90 |
| -------- | ---------------------------------- |
| 20.º     | Los Andes                          |
| 21.º     | Olimpo                             |
| 22.º     | Deportivo Armenio                  |

| Posición       | Ascendidos al Nacional B 1990-91 |
| -------------- | -------------------------------- |
| 1.º            | Deportivo Morón                  |
| Zonal Noroeste | Deportivo Laferrere              |
| Zonal Sureste  | Atlanta                          |

| Posición  | Ascendidos a la Primera División 1990-91 |
| --------- | ---------------------------------------- |
| 1.º       | Huracán                                  |
| Gan. Red. | Lanús                                    |

| Promedio | Descendidos de la Primera División 1989-90 |
| -------- | ------------------------------------------ |
| 19.º     | Racing de Córdoba                          |
| 20.º     | Instituto                                  |

## Equipos
| Equipo              | Ciudad               | Estadio                          |
| ------------------- | -------------------- | -------------------------------- |
| Almirante Brown     | Isidro Casanova      | Fragata Presidente Sarmiento     |
| Atlanta             | Buenos Aires         | Don León Kolbovsky               |
| Atlético de Rafaela | Rafaela              | Nuevo Monumental                 |
| Atlético Tucumán    | Tucumán              | Monumental José Fierro           |
| Banfield            | Banfield             | Florencio Sola                   |
| Belgrano            | Córdoba              | Julio César Villagra             |
| Central Córdoba     | Santiago del Estero  | Alfredo Terrera                  |
| Cipolletti          | Cipolletti           | La Visera de Cemento             |
| Colón               | Santa Fe             | Brigadier Estanislao López       |
| Defensa y Justicia  | Florencio Varela     | Norberto Tomaghello              |
| Deportivo Italiano  | Ciudad Evita         | No posee                         |
| Deportivo Laferrere | Laferrere            | Ciudad de Laferrere              |
| Deportivo Maipú     | Maipú                | Omar Higinio Sperdutti           |
| Deportivo Morón     | Morón                | Francisco Urbano                 |
| Douglas Haig        | Pergamino            | Miguel Morales                   |
| Instituto           | Córdoba              | Juan Domingo Perón               |
| Quilmes             | Quilmes              | Centenario                       |
| Racing              | Córdoba              | Miguel Sancho                    |
| Talleres            | Remedios de Escalada | Talleres de Remedios de Escalada |
| Tigre               | Victoria             | José Dellagiovanna               |
| San Martín          | Tucumán              | La Ciudadela                     |
| Villa Dálmine       | Campana              | Villa Dálmine                    |

### Distribución geográfica de los equipos
| Región                           | Cant. | Equipos |
| -------------------------------- | ----- | --- |
| Ciudad de Buenos Aires           | 1     | Atlanta |
| conurbano bonaerense             | 10    | Almirante Brown, Banfield, Defensa y Justicia, Deportivo Italiano, Deportivo Laferrere, Deportivo Morón, Quilmes, Talleres, Tigre y Villa Dálmine |
| Interior de la Provincia         | 1     | Douglas Haig |
| Provincia de Córdoba             | 3     | Belgrano, Instituto y Racing |
| Provincia de Santa Fe            | 2     | Atlético de Rafaela y Colón |
| Provincia de Tucumán             | 2     | Atlético Tucumán y San Martín |
| Provincia de Mendoza             | 1     | Deportivo Maipú |
| Provincia de Río Negro           | 1     | Cipolletti |
| Provincia de Santiago del Estero | 1     | Central Córdoba |

## Formato

### Competición
Se disputó un torneo de 42 fechas por el sistema de todos contra todos a dos ruedas, ida y vuelta.

### Ascensos
El campeón ascendió a la Primera División. Los equipos ubicados entre el segundo y el décimo puesto, el campeón de la Primera B y los ganadores de los Zonales de dicha categoría deben disputar un Torneo Reducido, de manera eliminatoria a dos ruedas, ida y vuelta. Los equipos que finalizaron entre el cuarto y el décimo puesto y los ganadores de los Zonales de la Primera B disputaron la Primera Ronda. En la Segunda Ronda se sumó el tercer ubicado en el campeonato y en las Semifinales, el subcampeón. El ganador ascendió a la Primera División junto con el campeón.

### Descensos
Se decidieron mediante una tabla de promedios determinados por el cociente entre los puntos obtenidos y los partidos jugados en las tres últimas temporadas. Si un club ascendía y luego de una temporada descendía, se le contabilizan los puntos obtenidos en su campaña previa.
Los tres últimos de dicha tabla descendieron a la Primera B o a su respectiva liga regional, según correspondiera. Otro equipo indirectamente afiliado, que no fuera alguno de los últimos tres de la tabla de promedios, debió disputar una promoción contra un equipo del Torneo del Interior.

## Tabla de posiciones
| Pos  | Equipo                            | Pts | PJ | G  | E  | P  | GL | EL | PL | GV | EV | PV | GF | GC | DIF |
| ---- | --------------------------------- | --- | -- | -- | -- | -- | -- | -- | -- | -- | -- | -- | -- | -- | --- |
| 1.º  | Quilmes                           | 54  | 42 | 19 | 16 | 7  | 12 | 8  | 1  | 7  | 8  | 6  | 53 | 28 | 25  |
| 2.º  | Atlético Tucumán                  | 52  | 42 | 17 | 18 | 7  | 14 | 5  | 2  | 3  | 13 | 5  | 62 | 40 | 22  |
| 3.º  | Belgrano                          | 52  | 42 | 20 | 12 | 10 | 12 | 7  | 2  | 8  | 5  | 8  | 53 | 34 | 19  |
| 4.º  | Cipolletti1                       | 48  | 42 | 18 | 12 | 12 | 13 | 4  | 4  | 5  | 8  | 8  | 54 | 38 | 16  |
| 5.º  | San Martín (Tucumán)              | 48  | 42 | 16 | 16 | 10 | 11 | 9  | 1  | 5  | 7  | 9  | 39 | 33 | 6   |
| 6.º  | Banfield                          | 47  | 42 | 13 | 21 | 8  | 11 | 8  | 2  | 2  | 13 | 6  | 45 | 38 | 7   |
| 7.º  | Almirante Brown                   | 46  | 42 | 14 | 18 | 10 | 10 | 9  | 2  | 4  | 9  | 8  | 42 | 29 | 13  |
| 8.º  | Instituto                         | 44  | 42 | 12 | 20 | 10 | 8  | 10 | 3  | 4  | 10 | 7  | 49 | 45 | 4   |
| 9.º  | Douglas Haig                      | 44  | 42 | 14 | 16 | 12 | 10 | 7  | 4  | 4  | 9  | 8  | 37 | 37 | 0   |
| 10.º | Deportivo Morón                   | 43  | 42 | 13 | 17 | 12 | 11 | 9  | 1  | 2  | 8  | 11 | 42 | 43 | -1  |
| 11.º | Atlético de Rafaela               | 42  | 42 | 17 | 8  | 17 | 13 | 4  | 4  | 4  | 4  | 13 | 51 | 48 | 3   |
| 12.º | Tigre                             | 42  | 42 | 15 | 12 | 15 | 11 | 6  | 4  | 4  | 6  | 11 | 34 | 36 | -2  |
| 13.º | Talleres (Remedios de Escalada)   | 41  | 42 | 11 | 19 | 12 | 7  | 12 | 2  | 4  | 7  | 10 | 47 | 54 | -7  |
| 14.º | Racing (Córdoba)                  | 40  | 42 | 11 | 18 | 13 | 10 | 8  | 3  | 1  | 10 | 10 | 51 | 54 | -3  |
| 15.º | Villa Dálmine                     | 39  | 42 | 13 | 13 | 16 | 10 | 9  | 2  | 3  | 4  | 14 | 30 | 37 | -7  |
| 16.º | Deportivo Laferrere               | 39  | 42 | 12 | 15 | 15 | 10 | 6  | 5  | 2  | 9  | 10 | 36 | 49 | -13 |
| 17.º | Defensa y Justicia                | 38  | 42 | 11 | 16 | 15 | 8  | 10 | 3  | 3  | 6  | 12 | 44 | 51 | -7  |
| 18.º | Deportivo Maipú                   | 38  | 42 | 13 | 12 | 17 | 11 | 7  | 3  | 2  | 5  | 14 | 41 | 48 | -7  |
| 19.º | Colón                             | 36  | 42 | 10 | 16 | 16 | 7  | 8  | 6  | 3  | 8  | 10 | 37 | 47 | -10 |
| 20.º | Deportivo Italiano                | 34  | 42 | 11 | 12 | 19 | 9  | 7  | 5  | 2  | 5  | 14 | 47 | 53 | -6  |
| 21.º | Central Córdoba (Sgo. del Estero) | 33  | 42 | 11 | 11 | 20 | 7  | 7  | 7  | 4  | 4  | 13 | 52 | 74 | -22 |
| 22.º | Atlanta2                          | 16  | 42 | 7  | 10 | 25 | 3  | 4  | 14 | 4  | 6  | 11 | 32 | 62 | -30 |

|  | Campeón. Asciende directamente a Primera División.                                 |
|  | Disputó el Torneo Reducido por el Segundo Ascenso a partir de las semifinales.     |
|  | Disputó el Torneo Reducido por el Segundo Ascenso a partir de la segunda ronda.    |
|  | Disputaron el Torneo Reducido por el Segundo Ascenso a partir de la primera ronda. |

1: No participó del Torneo Reducido por finalizar el campeonato en zona de descenso.
2: Se le descontaron ocho puntos tras los incidentes en el partido contra Cipolletti.
- Quilmes Atlético Club
Campeón de la Primera B Nacional 1990-91 (1.º título)
Ascendido a Primera División.

## Resultados
| Fecha 1              | Fecha 1   | Fecha 1                | Fecha 1 |
| Local                | Resultado | Visitante              |         |
| -------------------- | --------- | ---------------------- | ------- |
| Tigre                | 1 - 0     | Central Córdoba (SdE)  |         |
| Colón (Santa Fe)     | 2 - 0     | Atlético de Rafaela    |         |
| Instituto (Córdoba)  | 1 - 0     | Atlético Tucumán       |         |
| Deportivo Maipú      | 1 - 0     | Defensa y Justicia     |         |
| Deportivo Laferrere  | 0 - 1     | Talleres (RdE)         |         |
| Atlanta              | 3 - 0     | Douglas Haig           |         |
| Deportivo Morón      | 2 - 1     | Villa Dálmine          |         |
| San Martín (Tucumán) | 1 - 1     | Racing (Córdoba)       |         |
| Sportivo Italiano    | 0 - 0     | Banfield               |         |
| Quilmes              | 0 - 1     | Cipolletti (Rio Negro) |         |
| Belgrano (Córdoba)   | 1 - 0     | Almirante Brown        |         |

| Deportivo Morón        | 2 - 0 | Tigre                 |
| Villa Dálmine          | 2 - 0 | Atlanta               |
| Douglas Haig           | 1 - 1 | Deportivo Laferrere   |
| Talleres (RdE)         | 1 - 1 | Deportivo Maipú       |
| Defensa y Justicia     | 1 - 0 | Instituto (Córdoba)   |
| Atlético de Rafaela    | 5 - 1 | San Martín (Tucumán)  |
| Banfield               | 2 - 1 | Central Córdoba (SdE) |
| Atlético Tucumán       | 3 - 0 | Colón (Santa Fe)      |
| Almirante Brown        | 1 - 0 | Sportivo Italiano     |
| Cipolletti (Rio Negro) | 0 - 1 | Belgrano (Córdoba)    |
| Racing (Córdoba)       | 0 - 1 | Quilmes               |

| Fecha 3               | Fecha 3   | Fecha 3                | Fecha 3 |
| Local                 | Resultado | Visitante              |         |
| --------------------- | --------- | ---------------------- | ------- |
| Tigre                 | 0 - 0     | Banfield               |         |
| Central Córdoba (SdE) | 1 - 2     | Almirante Brown        |         |
| Sportivo Italiano     | 1 - 1     | Cipolletti (Rio Negro) |         |
| Colón (Santa Fe)      | 0 - 0     | Defensa y Justicia     |         |
| Instituto (Córdoba)   | 1 - 1     | Talleres (RdE)         |         |
| Deportivo Laferrere   | 0 - 1     | Villa Dálmine          |         |
| Atlanta               | 1 - 2     | Deportivo Morón        |         |
| San Martín (Tucumán)  | 0 - 0     | Atlético Tucumán       |         |
| Deportivo Maipú       | 0 - 0     | Douglas Haig           |         |
| Quilmes               | 2 - 1     | Atlético de Rafaela    |         |
| Belgrano (Córdoba)    | 1 - 1     | Racing (Córdoba)       |         |

| Atlanta                | 1 - 2 | Tigre                 |
| Deportivo Morón        | 0 - 0 | Deportivo Laferrere   |
| Villa Dálmine          | 0 - 0 | Deportivo Maipú       |
| Douglas Haig           | 0 - 1 | Instituto (Córdoba)   |
| Talleres (RdE)         | 0 - 0 | Colón (Santa Fe)      |
| Defensa y Justicia     | 1 - 1 | San Martín (Tucumán)  |
| Atlético de Rafaela    | 2 - 0 | Belgrano (Córdoba)    |
| Racing (Córdoba)       | 1 - 0 | Sportivo Italiano     |
| Almirante Brown        | 0 - 0 | Banfield              |
| Cipolletti (Rio Negro) | 1 - 0 | Central Córdoba (SdE) |
| Atlético Tucumán       | 0 - 0 | Quilmes               |

| Fecha 5               | Fecha 5   | Fecha 5                | Fecha 5 |
| Local                 | Resultado | Visitante              |         |
| --------------------- | --------- | ---------------------- | ------- |
| Tigre                 | 0 - 0     | Almirante Brown        |         |
| Banfield              | 1 - 0     | Cipolletti (Rio Negro) |         |
| Central Córdoba (SdE) | 2 - 0     | Racing (Córdoba)       |         |
| Sportivo Italiano     | 4 - 1     | Atlético de Rafaela    |         |
| Belgrano (Córdoba)    | 1 - 0     | Atlético Tucumán       |         |
| Quilmes               | 1 - 0     | Defensa y Justicia     |         |
| Colón (Santa Fe)      | 0 - 1     | Douglas Haig           |         |
| Instituto (Córdoba)   | 2 - 0     | Villa Dálmine          |         |
| Deportivo Maipú       | 2 - 2     | Deportivo Morón        |         |
| Deportivo Laferrere   | 1 - 2     | Atlanta                |         |
| San Martín (Tucumán)  | 3 - 1     | Talleres (RdE)         |         |

| Atlanta                | 0 - 1 | Deportivo Maipú       |
| Deportivo Morón        | 1 - 0 | Instituto (Córdoba)   |
| Villa Dálmine          | 1 - 1 | Colón (Santa Fe)      |
| Douglas Haig           | 1 - 0 | San Martín (Tucumán)  |
| Talleres (RdE)         | 0 - 2 | Quilmes               |
| Defensa y Justicia     | 3 - 1 | Belgrano (Córdoba)    |
| Atlético de Rafaela    | 0 - 1 | Central Córdoba (SdE) |
| Racing (Córdoba)       | 2 - 1 | Banfield              |
| Deportivo Laferrere    | 0 - 0 | Tigre                 |
| Atlético Tucumán       | 2 - 1 | Sportivo Italiano     |
| Cipolletti (Rio Negro) | 2 - 0 | Almirante Brown       |

| Fecha 7               | Fecha 7   | Fecha 7                | Fecha 7 |
| Local                 | Resultado | Visitante              |         |
| --------------------- | --------- | ---------------------- | ------- |
| Tigre                 | 2 - 0     | Cipolletti (Rio Negro) |         |
| Almirante Brown       | 0 - 0     | Racing (Córdoba)       |         |
| Banfield              | 0 - 0     | Atlético de Rafaela    |         |
| Sportivo Italiano     | 3 - 0     | Defensa y Justicia     |         |
| Belgrano (Córdoba)    | 6 - 0     | Talleres (RdE)         |         |
| Quilmes               | 0 - 0     | Douglas Haig           |         |
| Colón (Santa Fe)      | 0 - 0     | Deportivo Morón        |         |
| Instituto (Córdoba)   | 2 - 1     | Atlanta                |         |
| Deportivo Maipú       | 1 - 0     | Deportivo Laferrere    |         |
| Central Córdoba (SdE) | 2 - 2     | Atlético Tucumán       |         |
| San Martín (Tucumán)  | 1 - 0     | Villa Dálmine          |         |

| Deportivo Maipú     | 0 - 0 | Tigre                  |
| Deportivo Laferrere | 1 - 4 | Instituto (Córdoba)    |
| Atlanta             | 1 - 1 | Colón (Santa Fe)       |
| Deportivo Morón     | 0 - 0 | San Martín (Tucumán)   |
| Villa Dálmine       | 1 - 0 | Quilmes                |
| Douglas Haig        | 0 - 0 | Belgrano (Córdoba)     |
| Talleres (RdE)      | 3 - 1 | Sportivo Italiano      |
| Defensa y Justicia  | 2 - 3 | Central Córdoba (SdE)  |
| Atlético de Rafaela | 1 - 0 | Almirante Brown        |
| Racing (Córdoba)    | 1 - 1 | Cipolletti (Rio Negro) |
| Atlético Tucumán    | 0 - 0 | Banfield               |

| Fecha 9                | Fecha 9   | Fecha 9             | Fecha 9 |
| Local                  | Resultado | Visitante           |         |
| ---------------------- | --------- | ------------------- | ------- |
| Belgrano (Córdoba)     | 1 - 0     | Villa Dálmine       |         |
| Tigre                  | 2 - 0     | Racing (Córdoba)    |         |
| Cipolletti (Rio Negro) | 2 - 1     | Atlético de Rafaela |         |
| Almirante Brown        | 0 - 0     | Atlético Tucumán    |         |
| Banfield               | 2 - 1     | Defensa y Justicia  |         |
| Central Córdoba (SdE)  | 0 - 2     | Talleres (RdE)      |         |
| Sportivo Italiano      | 1 - 1     | Douglas Haig        |         |
| Quilmes                | 2 - 0     | Deportivo Morón     |         |
| Colón (Santa Fe)       | 1 - 1     | Deportivo Laferrere |         |
| Instituto (Córdoba)    | 2 - 0     | Deportivo Maipú     |         |
| San Martín (Tucumán)   | 1 - 0     | Atlanta             |         |

| Deportivo Maipú     | 1 - 0 | Colón (Santa Fe)       |
| Deportivo Laferrere | 1 - 0 | San Martín (Tucumán)   |
| Atlanta             | 0 - 4 | Quilmes                |
| Deportivo Morón     | 1 - 1 | Belgrano (Córdoba)     |
| Villa Dálmine       | 0 - 0 | Sportivo Italiano      |
| Douglas Haig        | 2 - 1 | Central Córdoba (SdE)  |
| Talleres (RdE)      | 0 - 0 | Banfield               |
| Defensa y Justicia  | 1 - 0 | Almirante Brown        |
| Atlético de Rafaela | 2 - 0 | Racing (Córdoba)       |
| Instituto (Córdoba) | 2 - 1 | Tigre                  |
| Atlético Tucumán    | 2 - 1 | Cipolletti (Rio Negro) |

| Fecha 11               | Fecha 11  | Fecha 11            | Fecha 11 |
| Local                  | Resultado | Visitante           |          |
| ---------------------- | --------- | ------------------- | -------- |
| Tigre                  | 1 - 0     | Atlético de Rafaela |          |
| Racing (Córdoba)       | 3 - 0     | Atlético Tucumán    |          |
| Almirante Brown        | 1 - 1     | Talleres (RdE)      |          |
| Banfield               | 0 - 2     | Douglas Haig        |          |
| Central Córdoba (SdE)  | 3 - 2     | Villa Dálmine       |          |
| Sportivo Italiano      | 1 - 1     | Deportivo Morón     |          |
| Belgrano (Córdoba)     | 3 - 0     | Atlanta             |          |
| Quilmes                | 0 - 0     | Deportivo Laferrere |          |
| Colón (Santa Fe)       | 1 - 0     | Instituto (Córdoba) |          |
| Cipolletti (Rio Negro) | 1 - 1     | Defensa y Justicia  |          |
| San Martín (Tucumán)   | 1 - 0     | Deportivo Maipú     |          |

| Colón (Santa Fe)    | 2 - 0 | Tigre                  |
| Instituto (Córdoba) | 0 - 0 | San Martín (Tucumán)   |
| Deportivo Maipú     | 2 - 1 | Quilmes                |
| Deportivo Laferrere | 2 - 0 | Belgrano (Córdoba)     |
| Atlanta             | 2 - 2 | Sportivo Italiano      |
| Deportivo Morón     | 1 - 0 | Central Córdoba (SdE)  |
| Villa Dálmine       | 0 - 0 | Banfield               |
| Douglas Haig        | 0 - 0 | Almirante Brown        |
| Talleres (RdE)      | 1 - 0 | Cipolletti (Rio Negro) |
| Defensa y Justicia  | 1 - 1 | Racing (Córdoba)       |
| Atlético Tucumán    | 4 - 1 | Atlético de Rafaela    |

| Fecha 13               | Fecha 13  | Fecha 13            | Fecha 13 |
| Local                  | Resultado | Visitante           |          |
| ---------------------- | --------- | ------------------- | -------- |
| Central Córdoba (SdE)  | 1 - 1     | Atlanta             |          |
| Tigre                  | 1 - 1     | Atlético Tucumán    |          |
| Atlético de Rafaela    | 2 - 1     | Defensa y Justicia  |          |
| Racing (Córdoba)       | 2 - 1     | Talleres (RdE)      |          |
| Almirante Brown        | 1 - 0     | Villa Dálmine       |          |
| Banfield               | 1 - 1     | Deportivo Morón     |          |
| Sportivo Italiano      | 0 - 1     | Deportivo Laferrere |          |
| Belgrano (Córdoba)     | 1 - 0     | Deportivo Maipú     |          |
| Quilmes                | 0 - 0     | Instituto (Córdoba) |          |
| San Martín (Tucumán)   | 0 - 0     | Colón (Santa Fe)    |          |
| Cipolletti (Rio Negro) | 0 - 0     | Douglas Haig        |          |

| Colón (Santa Fe)     | 1 - 1 | Quilmes                |
| Instituto (Córdoba)  | 0 - 2 | Belgrano (Córdoba)     |
| Deportivo Laferrere  | 1 - 0 | Central Córdoba (SdE)  |
| Atlanta              | 0 - 0 | Banfield               |
| Deportivo Morón      | 1 - 1 | Almirante Brown        |
| Villa Dálmine        | 1 - 0 | Cipolletti (Rio Negro) |
| Douglas Haig         | 1 - 1 | Racing (Córdoba)       |
| Talleres (RdE)       | 2 - 1 | Atlético de Rafaela    |
| Defensa y Justicia   | 1 - 1 | Atlético Tucumán       |
| San Martín (Tucumán) | 2 - 0 | Tigre                  |
| Deportivo Maipú      | 2 - 1 | Sportivo Italiano      |

| Fecha 15               | Fecha 15  | Fecha 15             | Fecha 15 |
| Local                  | Resultado | Visitante            |          |
| ---------------------- | --------- | -------------------- | -------- |
| Atlético de Rafaela    | 1 - 0     | Douglas Haig         |          |
| Belgrano Córdoba)      | 0 - 1     | Colón (Santa Fe)     |          |
| Tigre                  | 1 - 2     | Defensa y Justicia   |          |
| Racing (Córdoba)       | 0 - 0     | Villa Dálmine        |          |
| Almirante Brown        | 2 - 0     | Atlanta              |          |
| Banfield               | 4 - 2     | Deportivo Laferrere  |          |
| Central Córdoba (SdE)  | 2 - 2     | Deportivo Maipú      |          |
| Sportivo Italiano      | 1 - 1     | Instituto (Córdoba)  |          |
| Quilmes                | 1 - 0     | San Martín (Tucumán) |          |
| Cipolletti (Rio Negro) | 2 - 0     | Deportivo Morón      |          |
| Atlético Tucumán       | 4 - 1     | Talleres (RdE)       |          |

| Douglas Haig         | 1 - 1 | Atlético Tucumán       |
| Quilmes              | 2 - 0 | Tigre                  |
| Colón (Santa Fe)     | 1 - 4 | Sportivo Italiano      |
| Instituto (Córdoba)  | 4 - 3 | Central Córdoba (SdE)  |
| Deportivo Maipú      | 1 - 1 | Banfield               |
| Deportivo Laferrere  | 0 - 0 | Almirante Brown        |
| Atlanta              | 0 - 2 | Cipolletti (Rio Negro) |
| Deportivo Morón      | 2 - 0 | Racing (Córdoba)       |
| Villa Dálmine        | 1 - 0 | Atlético de Rafaela    |
| Talleres (RdE)       | 0 - 0 | Defensa y Justicia     |
| San Martín (Tucumán) | 1 - 1 | Belgrano (Córdoba)     |

| Fecha 17               | Fecha 17  | Fecha 17             | Fecha 17 |
| Local                  | Resultado | Visitante            |          |
| ---------------------- | --------- | -------------------- | -------- |
| Tigre                  | 1 - 1     | Talleres (RdE)       |          |
| Defensa y Justicia     | 2 - 0     | Douglas Haig         |          |
| Atlético de Rafaela    | 3 - 2     | Deportivo Morón      |          |
| Racing (Córdoba)       | 3 - 2     | Atlanta              |          |
| Almirante Brown        | 2 - 0     | Deportivo Maipú      |          |
| Banfield               | 1 - 1     | Instituto (Córdoba)  |          |
| Central Córdoba (SdE)  | 2 - 1     | Colón (Santa Fe)     |          |
| Sportivo Italiano      | 0 - 0     | San Martín (Tucumán) |          |
| Belgrano (Córdoba)     | 2 - 0     | Quilmes              |          |
| Atlético Tucumán       | 4 - 1     | Villa Dálmine        |          |
| Cipolletti (Rio Negro) | 4 - 0     | Deportivo Laferrere  |          |

| Douglas Haig         | 1 - 0 | Talleres (RdE)         |
| Belgrano (Córdoba)   | 1 - 0 | Tigre                  |
| San Martín (Tucumán) | 2 - 2 | Central Córdoba (SdE)  |
| Colón (Santa Fe)     | 1 - 1 | Banfield               |
| Instituto (Córdoba)  | 1 - 0 | Almirante Brown        |
| Deportivo Maipú      | 2 - 0 | Cipolletti (Rio Negro) |
| Deportivo Laferrere  | 2 - 0 | Racing (Córdoba)       |
| Atlanta              | 2 - 1 | Atlético de Rafaela    |
| Deportivo Morón      | 0 - 0 | Atlético Tucumán       |
| Villa Dálmine        | 1 - 0 | Defensa y Justicia     |
| Quilmes              | 1 - 0 | Sportivo Italiano      |

| Fecha 19               | Fecha 19  | Fecha 19             | Fecha 19 |
| Local                  | Resultado | Visitante            |          |
| ---------------------- | --------- | -------------------- | -------- |
| Tigre                  | 2 - 1     | Douglas Haig         |          |
| Talleres (RdE)         | 1 - 1     | Villa Dálmine        |          |
| Defensa y Justicia     | 1 - 0     | Deportivo Morón      |          |
| Atlético Tucumán       | 1 - 0     | Atlanta              |          |
| Atlético de Rafaela    | 3 - 3     | Deportivo Laferrere  |          |
| Racing (Córdoba)       | 3 - 1     | Deportivo Maipú      |          |
| Cipolletti (Rio Negro) | 1 - 1     | Instituto (Córdoba)  |          |
| Almirante Brown        | 2 - 2     | Colón (Santa Fe)     |          |
| Central Córdoba (SdE)  | 2 - 1     | Quilmes              |          |
| Sportivo Italiano      | 3 - 2     | Belgrano (Córdoba)   |          |
| Banfield               | 0 - 1     | San Martín (Tucumán) |          |

| Sportivo Italiano    | 0 - 3 | Tigre                  |
| Quilmes              | 1 - 1 | Banfield               |
| Colón (Santa Fe)     | 2 - 1 | Cipolletti (Rio Negro) |
| Instituto (Córdoba)  | 2 - 2 | Racing (Córdoba)       |
| Deportivo Laferrere  | 1 - 1 | Atlético Tucumán       |
| Atlanta              | 1 - 1 | Defensa y Justicia     |
| Deportivo Morón      | 2 - 1 | Talleres (RdE)         |
| Villa Dálmine        | 0 - 0 | Douglas Haig           |
| Belgrano (Córdoba)   | 0 - 0 | Central Córdoba (SdE)  |
| San Martín (Tucumán) | 0 - 2 | Almirante Brown        |
| Deportivo Maipú      | 0 - 1 | Atlético de Rafaela    |

| Fecha 21               | Fecha 21  | Fecha 21             | Fecha 21 |
| Local                  | Resultado | Visitante            |          |
| ---------------------- | --------- | -------------------- | -------- |
| Douglas Haig           | 1 - 0     | Deportivo Morón      |          |
| Atlético de Rafaela    | 1 - 1     | Instituto (Córdoba)  |          |
| Cipolletti (Rio Negro) | 2 - 1     | San Martín (Tucumán) |          |
| Central Córdoba (SdE)  | 0 - 2     | Sportivo Italiano    |          |
| Tigre                  | 2 - 1     | Villa Dálmine        |          |
| Talleres (RdE)         | 0 - 0     | Atlanta              |          |
| Defensa y Justicia     | 3 - 0     | Deportivo Laferrere  |          |
| Racing (Córdoba)       | 2 - 2     | Colón (Santa Fe)     |          |
| Almirante Brown        | 2 - 3     | Quilmes              |          |
| Banfield               | 2 - 1     | Belgrano (Córdoba)   |          |
| Atlético Tucumán       | 3 - 1     | Deportivo Maipú      |          |

| Cipolletti (Rio Negro) | 1 - 2 | Quilmes              |
| Central Córdoba (SdE)  | 1 - 1 | Tigre                |
| Banfield               | 0 - 0 | Sportivo Italiano    |
| Almirante Brown        | 2 - 1 | Belgrano (Córdoba)   |
| Racing (Córdoba)       | 2 - 1 | San Martín (Tucumán) |
| Atlético de Rafaela    | 0 - 1 | Colón (Santa Fe)     |
| Defensa y Justicia     | 0 - 0 | Deportivo Maipú      |
| Talleres (RdE)         | 1 - 1 | Deportivo Laferrere  |
| Villa Dálmine          | 0 - 0 | Deportivo Morón      |
| Atlético Tucumán       | 1 - 1 | Instituto (Córdoba)  |
| Douglas Haig           | 1 - 1 | Atlanta              |

| Fecha 23              | Fecha 23  | Fecha 23               | Fecha 23 |
| Local                 | Resultado | Visitante              |          |
| --------------------- | --------- | ---------------------- | -------- |
| Tigre                 | 1 - 0     | Deportivo Morón        |          |
| Instituto (Córdoba)   | 1 - 1     | Defensa y Justicia     |          |
| Colón (Santa Fe)      | 0 - 0     | Atlético Tucumán       |          |
| Belgrano (Córdoba)    | 2 - 2     | Cipolletti (Rio Negro) |          |
| Quilmes               | 1 - 1     | Racing (Córdoba)       |          |
| Central Córdoba (SdE) | 2 - 2     | Banfield               |          |
| Atlanta               | 0 - 1     | Villa Dálmine          |          |
| Deportivo Laferrere   | 0 - 0     | Douglas Haig           |          |
| Deportivo Maipú       | 1 - 1     | Talleres (RdE)         |          |
| Sportivo Italiano     | 1 - 3     | Almirante Brown        |          |
| San Martín (Tucumán)  | 1 - 1     | Atlético de Rafaela    |          |

| Banfield               | 2 - 1 | Tigre                 |
| Douglas Haig           | 2 - 0 | Deportivo Maipú       |
| Almirante Brown        | 0 - 0 | Central Córdoba (SdE) |
| Defensa y Justicia     | 0 - 2 | Colón (Santa Fe)      |
| Talleres (RdE)         | 2 - 2 | Instituto (Córdoba)   |
| Villa Dálmine          | 1 - 0 | Deportivo Laferrere   |
| Deportivo Morón        | 1 - 1 | Atlanta               |
| Cipolletti (Rio Negro) | 1 - 0 | Sportivo Italiano     |
| Racing (Córdoba)       | 1 - 2 | Belgrano (Córdoba)    |
| Atlético de Rafaela    | 2 - 1 | Quilmes               |
| Atlético Tucumán       | 1 - 1 | San Martín (Tucumán)  |

| Fecha 25              | Fecha 25  | Fecha 25               | Fecha 25 |
| Local                 | Resultado | Visitante              |          |
| --------------------- | --------- | ---------------------- | -------- |
| Colón (Santa Fe)      | 2 - 1     | Talleres (RdE)         |          |
| San Martín (Tucumán)  | 2 - 0     | Defensa y Justicia     |          |
| Quilmes               | 1 - 1     | Atlético Tucumán       |          |
| Deportivo Maipú       | 1 - 0     | Villa Dálmine          |          |
| Central Córdoba (SdE) | 0 - 1     | Cipolletti (Rio Negro) |          |
| Belgrano (Córdoba)    | 1 - 1     | Atlético de Rafaela    |          |
| Tigre                 | 0 - 3     | Atlanta                |          |
| Deportivo Laferrere   | 0 - 1     | Deportivo Morón        |          |
| Instituto (Córdoba)   | 1 - 1     | Douglas Haig           |          |
| Banfield              | 0 - 0     | Almirante Brown        |          |
| Sportivo Italiano     | 2 - 0     | Racing (Córdoba)       |          |

| Atlético de Rafaela    | 1 - 0 | Sportivo Italiano     |
| Villa Dálmine          | 0 - 0 | Instituto (Córdoba)   |
| Almirante Brown        | 0 - 0 | Tigre                 |
| Cipolletti (Rio Negro) | 2 - 3 | Banfield              |
| Racing (Córdoba)       | 2 - 2 | Central Córdoba (SdE) |
| Defensa y Justicia     | 1 - 1 | Quilmes               |
| Talleres (RdE)         | 1 - 2 | San Martín (Tucumán)  |
| Douglas Haig           | 2 - 0 | Colón (Santa Fe)      |
| Deportivo Morón        | 2 - 0 | Deportivo Maipú       |
| Atlético Tucumán       | 3 - 1 | Belgrano (Córdoba)    |
| Atlanta                | 1 - 2 | Deportivo Laferrere   |

| Fecha 27              | Fecha 27  | Fecha 27               | Fecha 27 |
| Local                 | Resultado | Visitante              |          |
| --------------------- | --------- | ---------------------- | -------- |
| Instituto (Córdoba)   | 2 - 2     | Deportivo Morón        |          |
| Colón (Santa Fe)      | 1 - 1     | Villa Dálmine          |          |
| Belgrano (Córdoba)    | 2 - 1     | Defensa y Justicia     |          |
| Central Córdoba (SdE) | 1 - 2     | Atlético de Rafaela    |          |
| Banfield              | 2 - 1     | Racing (Córdoba)       |          |
| Tigre                 | 3 - 0     | Deportivo Laferrere    |          |
| Deportivo Maipú       | 2 - 0     | Atlanta                |          |
| Quilmes               | 1 - 1     | Talleres (RdE)         |          |
| Sportivo Italiano     | 1 - 3     | Atlético Tucumán       |          |
| Almirante Brown       | 2 - 0     | Cipolletti (Rio Negro) |          |
| San Martín (Tucumán)  | 1 - 0     | Douglas Haig           |          |

| Racing (Córdoba)       | 1 - 1 | Almirante Brown       |
| Atlético de Rafaela    | 0 - 0 | Banfield              |
| Villa Dálmine          | 2 - 1 | San Martín (Tucumán)  |
| Defensa y Justicia     | 1 - 1 | Sportivo Italiano     |
| Talleres (RdE)         | 1 - 0 | Belgrano (Córdoba)    |
| Douglas Haig           | 0 - 1 | Quilmes               |
| Deportivo Morón        | 2 - 1 | Colón (Santa Fe)      |
| Atlanta                | 0 - 1 | Instituto (Córdoba)   |
| Deportivo Laferrere    | 2 - 0 | Deportivo Maipú       |
| Cipolletti (Rio Negro) | 3 - 0 | Tigre                 |
| Atlético Tucumán       | 5 - 3 | Central Córdoba (SdE) |

| Fecha 29               | Fecha 29  | Fecha 29            | Fecha 29 |
| Local                  | Resultado | Visitante           |          |
| ---------------------- | --------- | ------------------- | -------- |
| Cipolletti (Rio Negro) | 3 - 2     | Racing (Córdoba)    |          |
| Tigre                  | 2 - 1     | Deportivo Maipú     |          |
| Instituto (Córdoba)    | 1 - 1     | Deportivo Laferrere |          |
| Colón (Santa Fe)       | 3 - 0     | Atlanta             |          |
| Quilmes                | 3 - 1     | Villa Dálmine       |          |
| Belgrano (Córdoba)     | 2 - 0     | Douglas Haig        |          |
| Sportivo Italiano      | 1 - 0     | Talleres (RdE)      |          |
| Banfield               | 2 - 0     | Atlético Tucumán    |          |
| Almirante Brown        | 1 - 2     | Atlético de Rafaela |          |
| San Martín (Tucumán)   | 1 - 0     | Deportivo Morón     |          |
| Central Córdoba (SdE)  | 1 - 4     | Defensa y Justicia  |          |

| Racing (Córdoba)    | 0 - 0 | Tigre                  |
| Atlético de Rafaela | 0 - 0 | Cipolletti (Rio Negro) |
| Villa Dálmine       | 0 - 1 | Belgrano (Córdoba)     |
| Defensa y Justicia  | 2 - 3 | Banfield               |
| Talleres (RdE)      | 5 - 1 | Central Córdoba (SdE)  |
| Douglas Haig        | 2 - 1 | Sportivo Italiano      |
| Deportivo Morón     | 0 - 0 | Quilmes                |
| Atlanta             | 2 - 0 | San Martín (Tucumán)   |
| Deportivo Laferrere | 2 - 0 | Colón (Santa Fe)       |
| Deportivo Maipú     | 2 - 1 | Instituto (Córdoba)    |
| Atlético Tucumán    | 1 - 1 | Almirante Brown        |

| Fecha 31               | Fecha 31  | Fecha 31            | Fecha 31 |
| Local                  | Resultado | Visitante           |          |
| ---------------------- | --------- | ------------------- | -------- |
| Racing (Córdoba)       | 1 - 1     | Atlético de Rafaela |          |
| Tigre                  | 1 - 0     | Instituto (Córdoba) |          |
| Colón (Santa Fe)       | 0 - 1     | Deportivo Maipú     |          |
| Quilmes                | 4 - 0     | Atlanta             |          |
| Belgrano               | 1 - 1     | Deportivo Morón     |          |
| Sportivo Italiano      | 2 - 1     | Villa Dálmine       |          |
| Central Córdoba (SdE)  | 2 - 1     | Douglas Haig        |          |
| Banfield               | 2 - 2     | Talleres (RdE)      |          |
| Almirante Brown        | 4 - 0     | Defensa y Justicia  |          |
| San Martín (Tucumán)   | 2 - 1     | Deportivo Laferrere |          |
| Cipolletti (Rio Negro) | 2 - 0     | Atlético Tucumán    |          |

| Atlético de Rafaela | 2 - 1 | Tigre                  |
| Defensa y Justicia  | 0 - 0 | Cipolletti (Rio Negro) |
| Talleres (RdE)      | 1 - 1 | Almirante Brown        |
| Douglas Haig        | 2 - 1 | Banfield               |
| Villa Dálmine       | 2 - 0 | Central Córdoba (SdE)  |
| Deportivo Morón     | 2 - 1 | Sportivo Italiano      |
| Atlanta             | 0 - 2 | Belgrano (Córdoba)     |
| Deportivo Laferrere | 1 - 1 | Quilmes                |
| Deportivo Maipú     | 1 - 2 | San Martín (Tucumán)   |
| Instituto (Córdoba) | 2 - 2 | Colón (Santa Fe)       |
| Atlético Tucumán    | 3 - 1 | Racing (Córdoba)       |

| Fecha 33               | Fecha 33  | Fecha 33            | Fecha 33 |
| Local                  | Resultado | Visitante           |          |
| ---------------------- | --------- | ------------------- | -------- |
| Tigre                  | 0 - 0     | Colón (Santa Fe)    |          |
| Quilmes                | 3 - 0     | Deportivo Maipú     |          |
| Belgrano (Córdoba)     | 1 - 1     | Laferrere           |          |
| Sportivo Italiano      | 1 - 2     | Atlanta             |          |
| Central Córdoba (SdE)  | 0 - 0     | Deportivo Morón     |          |
| Banfield               | 1 - 0     | Villa Dálmine       |          |
| Almirante Brown        | 2 - 1     | Douglas Haig        |          |
| Racing (Córdoba)       | 3 - 0     | Defensa y Justicia  |          |
| Cipolletti (Rio Negro) | 1 - 2     | Talleres (RdE)      |          |
| Atlético de Rafaela    | 1 - 2     | Atlético Tucumán    |          |
| San Martín (Tucumán)   | 1 - 1     | Instituto (Córdoba) |          |

| Defensa y Justicia  | 2 - 0 | Atlético de Rafaela    |
| Talleres (RdE)      | 2 - 2 | Racing (Córdoba)       |
| Douglas Haig        | 2 - 2 | Cipolletti (Rio Negro) |
| Villa Dálmine       | 1 - 1 | Almirante Brown        |
| Deportivo Morón     | 3 - 2 | Banfield               |
| Atlanta             | 1 - 2 | Central Córdoba (SdE)  |
| Deportivo Laferrere | 2 - 1 | Sportivo Italiano      |
| Deportivo Maipú     | 0 - 1 | Belgrano (Córdoba)     |
| Instituto (Córdoba) | 0 - 0 | Quilmes                |
| Atlético Tucumán    | 0 - 1 | Tigre                  |
| Colón (Santa Fe)    | 0 - 1 | San Martín (Tucumán)   |

| Fecha 35               | Fecha 35  | Fecha 35             | Fecha 35 |
| Local                  | Resultado | Visitante            |          |
| ---------------------- | --------- | -------------------- | -------- |
| Racing (Córdoba)       | 1 - 2     | Douglas Haig         |          |
| Tigre                  | 0 - 0     | San Martín (Tucumán) |          |
| Quilmes                | 1 - 0     | Colón (Santa Fe)     |          |
| Belgrano (Córdoba)     | 4 - 2     | Instituto (Córdoba)  |          |
| Sportivo Italiano      | 1 - 1     | Deportivo Maipú      |          |
| Central Córdoba (SdE)  | 4 - 2     | Deportivo Laferrere  |          |
| Banfield               | 0 - 0     | Atlanta              |          |
| Almirante Brown        | 3 - 0     | Deportivo Morón      |          |
| Atlético de Rafaela    | 3 - 0     | Talleres (RdE)       |          |
| Cipolletti (Rio Negro) | 0 - 0     | Villa Dálmine        |          |
| Atlético Tucumán       | 4 - 1     | Defensa y Justicia   |          |

| Defensa y Justicia   | 1 - 1 | Tigre                  |
| Talleres (RdE)       | 0 - 0 | Atlético Tucumán       |
| Douglas Haig         | 2 - 1 | Atlético de Rafaela    |
| Villa Dálmine        | 2 - 0 | Racing (Córdoba)       |
| Deportivo Morón      | 1 - 3 | Cipolletti (Rio Negro) |
| Atlanta              | 0 - 1 | Almirante Brown        |
| Deportivo Laferrere  | 1 - 0 | Banfield               |
| Deportivo Maipú      | 5 - 0 | Central Córdoba (SdE)  |
| Instituto (Córdoba)  | 2 - 1 | Sportivo Italiano      |
| Colón (Santa Fe)     | 1 - 3 | Belgrano (Córdoba)     |
| San Martín (Tucumán) | 0 - 0 | Quilmes                |

| Fecha 37               | Fecha 37  | Fecha 37             | Fecha 37 |
| Local                  | Resultado | Visitante            |          |
| ---------------------- | --------- | -------------------- | -------- |
| Tigre                  | 0 - 1     | Quilmes              |          |
| Belgrano (Córdoba)     | 1 - 1     | San Martín (Tucumán) |          |
| Sportivo Italiano      | 1 - 0     | Colón (Santa Fe)     |          |
| Central Córdoba (SdE)  | 2 - 3     | Instituto (Córdoba)  |          |
| Banfield               | 3 - 1     | Deportivo Maipú      |          |
| Almirante Brown        | 3 - 0     | Deportivo Laferrere  |          |
| Racing (Córdoba)       | 3 - 1     | Deportivo Morón      |          |
| Atlético de Rafaela    | 4 - 0     | Villa Dálmine        |          |
| Defensa y Justicia     | 2 - 2     | Talleres (RdE)       |          |
| Cipolletti (Rio Negro) | 4 - 1     | Atlanta              |          |
| Atlético Tucumán       | 1 - 2     | Douglas Haig         |          |

| Talleres (RdE)       | 2 - 1 | Tigre                  |
| Douglas Haig         | 1 - 2 | Defensa y Justicia     |
| Villa Dálmine        | 0 - 0 | Atlético Tucumán       |
| Deportivo Morón      | 2 - 1 | Atlético de Rafaela    |
| Atlanta              | 0 - 2 | Racing (Córdoba)       |
| Deportivo Laferrere  | 0 - 0 | Cipolletti (Rio Negro) |
| Deportivo Maipú      | 2 - 0 | Almirante Brown        |
| Instituto (Córdoba)  | 1 - 1 | Banfield               |
| Colón (Santa Fe)     | 1 - 3 | Central Córdoba (SdE)  |
| San Martín (Tucumán) | 3 - 0 | Sportivo Italiano      |
| Quilmes              | 0 - 0 | Belgrano (Córdoba)     |

| Fecha 39               | Fecha 39  | Fecha 39             | Fecha 39 |
| Local                  | Resultado | Visitante            |          |
| ---------------------- | --------- | -------------------- | -------- |
| Tigre                  | 0 - 1     | Belgrano (Córdoba)   |          |
| Sportivo Italiano      | 4 - 2     | Quilmes              |          |
| Central Córdoba (SdE)  | 1 - 0     | San Martín (Tucumán) |          |
| Banfield               | 2 - 1     | Colón (Santa Fe)     |          |
| Almirante Brown        | 0 - 0     | INstituto (Córdoba)  |          |
| Cipolletti (Rio Negro) | 2 - 1     | Deportivo Maipú      |          |
| Racing (Córdoba)       | 0 - 0     | Deportivo Laferrere  |          |
| Atlético de Rafaela    | 0 - 2     | Atlanta              |          |
| Atlético Tucumán       | 1 - 0     | Deportivo Morón      |          |
| Defensa y Justicia     | 2 - 0     | Villa Dálmine        |          |
| Talleres (RdE)         | 1 - 1     | Douglas Haig         |          |

| Douglas Haig         | 1 - 0 | Tigre                  |
| Villa Dálmine        | 2 - 1 | Talleres (RdE)         |
| Deportivo Morón      | 1 - 1 | Defensa y Justicia     |
| Atlanta              | 0 - 1 | Atlético Tucumán       |
| Deportivo Laferrere  | 1 - 0 | Atlético de Rafaela    |
| Deportivo Maipú      | 1 - 1 | Racing (Córdoba)       |
| Instituto (Córdoba)  | 0 - 1 | Cipolletti (Rio Negro) |
| Colón (Santa Fe)     | 2 - 1 | Almirante Brown        |
| San Martín (Tucumán) | 1 - 0 | Banfield               |
| Quilmes              | 4 - 0 | Central Córdoba (SdE)  |
| Belgrano (Córdoba)   | 1 - 1 | Sportivo Italiano      |

| Fecha 41               | Fecha 41  | Fecha 41             | Fecha 41 |
| Local                  | Resultado | Visitante            |          |
| ---------------------- | --------- | -------------------- | -------- |
| Tigre                  | 1 - 0     | Sportivo Italiano    |          |
| Central Córdoba (SdE)  | 0 - 0     | Belgrano (Córdoba)   |          |
| Banfield               | 2 - 2     | Quilmes              |          |
| Almirante Brown        | 0 - 0     | San Martín (Tucumán) |          |
| Cipolletti (Rio Negro) | 2 - 0     | Colón (Santa Fe)     |          |
| Racing (Córdoba)       | 3 - 2     | Instituto (Córdoba)  |          |
| Atlético de Rafaela    | 1 - 0     | Deportivo Maipú      |          |
| Atlético Tucumán       | 3 - 1     | Deportivo Laferrere  |          |
| Defensa y Justicia     | 1 - 1     | Atlanta              |          |
| Talleres (RdE)         | 2 - 1     | Deportivo Morón      |          |
| Douglas Haig           | 0 - 2     | Villa Dálmine        |          |

| Villa Dálmine        | 0 - 1 | Tigre                  |
| Deportivo Morón      | 1 - 1 | Douglas Haig           |
| Atlanta              | 0 - 1 | Talleres (RdE)         |
| Deportivo Laferrere  | 1 - 0 | Defensa y Justicia     |
| Deportivo Maipú      | 3 - 3 | Atlético Tucumán       |
| Instituto (Córdoba)  | 0 - 1 | Atlético de Rafaela    |
| Colón (Santa Fe)     | 1 - 1 | Racing (Córdoba)       |
| Quilmes              | 1 - 0 | Almirante Brown        |
| Belgrano (Córdoba)   | 1 - 0 | Banfield               |
| Sportivo Italiano    | 2 - 1 | Central Córdoba (SdE)  |
| San Martín (Tucumán) | 2 - 2 | Cipolletti (Rio Negro) |

## Torneo Reducido
Los equipos ranqueados del 2.º al 10.º puesto del Campeonato Nacional B 1990-91, disputaron un Reducido de Ascenso por un segundo cupo para la Primera División. A estos 9 equipos se les sumaron los tres equipos recientemente ascendidos a la B Nacional: el Club Atlético Central Córdoba (campeón de la Primera B 1989-90), el Club Atlético Nueva Chicago y el Club Atlético San Martín (ascendidos del Campeonato de Primera B y el Torneo del Interior 1990-91 respectivamente, que lograron sus ascensos a través de los Torneos Zonales). Para todos los cruces, se establecieron ventajas deportivas a favor de los equipos que disputaron el Campeonato Nacional B, dependiendo de las posiciones en que finalizaron y también con relación a los 3 equipos recientemente ascendidos. 
En esta oportunidad, como el Club Cipolletti finalizó el año en zona de descenso directo, a pesar de haber clasificado en cuarta colocación, fue impedido de participar de este certamen. Por tal motivo, los cupos se corrieron del 5.º al 11.º puesto, viéndose beneficiada para participar, la Asociación Mutual Social y Deportiva Atlético de Rafaela. 
El ganador de este torneo fue el Club Atlético Belgrano, que obtuvo la segunda plaza para ascender a la Primera División.

### Cuadro de desarrollo
|  | Octavos de final                        | Octavos de final                   | Octavos de final                        | Octavos de final    |   |                                         | Cuartos de final | Cuartos de final                   | Cuartos de final     | Cuartos de final |   |                                    | Semifinales | Semifinales | Semifinales | Semifinales |  |                                    | Final    | Final | Final | Final |  |
|  |                                         |                                    |                                         |                     |   |                                         |                  |                                    |                      |                  |   |                                    |             |             |             |             |  |                                    |          |       |       |       |  |
|  |                                         |                                    |                                         |                     |   |                                         |                  |                                    |                      |                  |   |                                    |             |             |             |             |  |                                    |          |       |       |       |  |
|  |                                         |                                    |                                         |                     |   |                                         |                  |                                    |                      |                  |   |                                    |             |             |             |             |  |                                    |          |       |       |       |  |
|  |                                         |                                    |                                         |                     |   |                                         |                  |                                    |                      |                  |   |                                    |             |             |             |             |  |                                    |          |       |       |       |  |
|  |                                         |                                    |                                         |                     |   |                                         |                  |                                    |                      |                  |   |                                    |             |             |             |             |  |                                    |          |       |       |       |  |
|  |                                         | Bandera de la Provincia de Córdoba | Belgrano (3.º BN)                       | 3                   | 3 |                                         |                  |                                    |                      |                  |   |                                    |             |             |             |             |  |                                    |          |       |       |       |  |
|  |                                         |                                    |                                         |                     | 3 |                                         |                  |                                    |                      |                  |   |                                    |             |             |             |             |  |                                    |          |       |       |       |  |
|  |                                         |                                    | Bandera de la Provincia de Santa Fe     | Central Córdoba (R) | 3 | 1                                       |                  |                                    |                      |                  |   |                                    |             |             |             |             |  |                                    |          |       |       |       |  |
|  | Bandera de la Provincia de Buenos Aires | Almirante Brown                    | Bandera de la Provincia de Santa Fe     | Central Córdoba (R) | 3 | 1                                       | 3                | 4                                  |                      |                  |   |                                    |             |             |             |             |  |                                    |          |       |       |       |  |
|  | Bandera de la Provincia de Buenos Aires | Almirante Brown                    |                                         |                     |   |                                         |                  |                                    |                      |                  |   |                                    |             |             |             |             |  |                                    |          |       |       |       |  |
|  | Bandera de la Provincia de Santa Fe     | Central Córdoba (R)                | 3                                       | 6                   |   |                                         |                  |                                    |                      |                  |   |                                    |             |             |             |             |  |                                    |          |       |       |       |  |
|  | Bandera de la Provincia de Santa Fe     | Central Córdoba (R)                | 3                                       | 6                   |   |                                         |                  |                                    |                      |                  |   | Bandera de la Provincia de Córdoba | Belgrano    | 0           | 2           |             |  |                                    |          |       |       |       |  |
|  |                                         |                                    |                                         |                     |   |                                         |                  |                                    |                      |                  |   | Bandera de la Provincia de Córdoba | Belgrano    | 0           | 2           |             |  |                                    |          |       |       |       |  |
|  |                                         |                                    | Bandera de la Provincia de Tucumán      | San Martín (T)      | 1 | 1                                       |                  |                                    |                      |                  |   |                                    |             |             |             |             |  |                                    |          |       |       |       |  |
|  | Bandera de la Provincia de Tucumán      | San Martín (T)                     | Bandera de la Provincia de Tucumán      | San Martín (T)      | 1 | 1                                       | 0                | 0                                  |                      |                  |   |                                    |             |             |             |             |  |                                    |          |       |       |       |  |
|  | Bandera de la Provincia de Tucumán      | San Martín (T)                     |                                         |                     |   |                                         |                  |                                    |                      |                  |   |                                    |             |             |             |             |  |                                    |          |       |       |       |  |
|  | Bandera de la Provincia de San Juan     | San Martín (SJ)                    | 0                                       | 0                   |   |                                         |                  |                                    |                      |                  |   |                                    |             |             |             |             |  |                                    |          |       |       |       |  |
|  | Bandera de la Provincia de San Juan     | San Martín (SJ)                    | 0                                       | 0                   |   | Bandera de la Provincia de Tucumán      | San Martín (T)   | 3                                  | 2                    |                  |   |                                    |             |             |             |             |  |                                    |          |       |       |       |  |
|  |                                         |                                    |                                         |                     |   | Bandera de la Provincia de Tucumán      | San Martín (T)   | 3                                  | 2                    |                  |   |                                    |             |             |             |             |  |                                    |          |       |       |       |  |
|  |                                         |                                    | Bandera de la Provincia de Buenos Aires | Douglas Haig        | 2 | 0                                       |                  |                                    |                      |                  |   |                                    |             |             |             |             |  |                                    |          |       |       |       |  |
|  | Bandera de la Provincia de Buenos Aires | Douglas Haig                       | Bandera de la Provincia de Buenos Aires | Douglas Haig        | 2 | 0                                       | 4                | 2                                  |                      |                  |   |                                    |             |             |             |             |  |                                    |          |       |       |       |  |
|  | Bandera de la Provincia de Buenos Aires | Douglas Haig                       |                                         |                     |   |                                         |                  |                                    |                      |                  |   |                                    |             |             |             |             |  |                                    |          |       |       |       |  |
|  | Bandera de la Provincia de Buenos Aires | Deportivo Morón                    | 2                                       | 2                   |   |                                         |                  |                                    |                      |                  |   |                                    |             |             |             |             |  |                                    |          |       |       |       |  |
|  | Bandera de la Provincia de Buenos Aires | Deportivo Morón                    | 2                                       | 2                   |   |                                         |                  |                                    |                      |                  |   |                                    |             |             |             |             |  | Bandera de la Provincia de Córdoba | Belgrano | 1     | 4     |       |  |
|  |                                         |                                    |                                         |                     |   |                                         |                  |                                    |                      |                  |   |                                    |             |             |             |             |  | Bandera de la Provincia de Córdoba | Belgrano | 1     | 4     |       |  |
|  |                                         |                                    | Bandera de la Provincia de Buenos Aires | Banfield            | 1 | 0                                       |                  |                                    |                      |                  |   |                                    |             |             |             |             |  |                                    |          |       |       |       |  |
|  |                                         |                                    | Bandera de la Provincia de Buenos Aires | Banfield            | 1 | 0                                       |                  |                                    |                      |                  |   |                                    |             |             |             |             |  |                                    |          |       |       |       |  |
|  |                                         |                                    |                                         |                     |   |                                         |                  |                                    |                      |                  |   |                                    |             |             |             |             |  |                                    |          |       |       |       |  |
|  |                                         |                                    |                                         |                     |   |                                         |                  |                                    |                      |                  |   |                                    |             |             |             |             |  |                                    |          |       |       |       |  |
|  |                                         |                                    |                                         |                     |   |                                         |                  |                                    |                      |                  |   |                                    |             |             |             |             |  |                                    |          |       |       |       |  |
|  |                                         |                                    |                                         |                     |   |                                         |                  |                                    |                      |                  |   |                                    |             |             |             |             |  |                                    |          |       |       |       |  |
|  |                                         |                                    |                                         |                     |   |                                         |                  |                                    |                      |                  |   |                                    |             |             |             |             |  |                                    |          |       |       |       |  |
|  |                                         |                                    |                                         |                     |   |                                         |                  |                                    |                      |                  |   |                                    |             |             |             |             |  |                                    |          |       |       |       |  |
|  |                                         |                                    |                                         |                     |   |                                         |                  |                                    |                      |                  |   |                                    |             |             |             |             |  |                                    |          |       |       |       |  |
|  |                                         |                                    |                                         |                     |   |                                         |                  |                                    |                      |                  |   |                                    |             |             |             |             |  |                                    |          |       |       |       |  |
|  |                                         |                                    |                                         |                     |   |                                         |                  | Bandera de la Provincia de Tucumán | At. Tucumán (2.º BN) | 0                | 0 |                                    |             |             |             |             |  |                                    |          |       |       |       |  |
|  |                                         |                                    |                                         |                     |   |                                         |                  |                                    |                      |                  | 0 |                                    |             |             |             |             |  |                                    |          |       |       |       |  |
|  |                                         |                                    | Bandera de la Provincia de Buenos Aires | Banfield            | 2 | 2                                       |                  |                                    |                      |                  |   |                                    |             |             |             |             |  |                                    |          |       |       |       |  |
|  | Bandera de la Provincia de Buenos Aires | Banfield                           | Bandera de la Provincia de Buenos Aires | Banfield            | 2 | 2                                       | 1                | 3                                  |                      |                  |   |                                    |             |             |             |             |  |                                    |          |       |       |       |  |
|  | Bandera de la Provincia de Buenos Aires | Banfield                           |                                         |                     |   |                                         |                  |                                    |                      |                  |   |                                    |             |             |             |             |  |                                    |          |       |       |       |  |
|  | Bandera de la Ciudad de Buenos Aires    | Nueva Chicago                      | 1                                       | 0                   |   |                                         |                  |                                    |                      |                  |   |                                    |             |             |             |             |  |                                    |          |       |       |       |  |
|  | Bandera de la Ciudad de Buenos Aires    | Nueva Chicago                      | 1                                       | 0                   |   | Bandera de la Provincia de Buenos Aires | Banfield         | 0                                  | 1                    |                  |   |                                    |             |             |             |             |  |                                    |          |       |       |       |  |
|  |                                         |                                    |                                         |                     |   | Bandera de la Provincia de Buenos Aires | Banfield         | 0                                  | 1                    |                  |   |                                    |             |             |             |             |  |                                    |          |       |       |       |  |
|  |                                         |                                    | Bandera de la Provincia de Córdoba      | Instituto           | 0 | 0                                       |                  |                                    |                      |                  |   |                                    |             |             |             |             |  |                                    |          |       |       |       |  |
|  | Bandera de la Provincia de Córdoba      | Instituto                          | Bandera de la Provincia de Córdoba      | Instituto           | 0 | 0                                       | 1                | 2                                  |                      |                  |   |                                    |             |             |             |             |  |                                    |          |       |       |       |  |
|  | Bandera de la Provincia de Córdoba      | Instituto                          |                                         |                     |   |                                         |                  |                                    |                      |                  |   |                                    |             |             |             |             |  |                                    |          |       |       |       |  |
|  | Bandera de la Provincia de Santa Fe     | Atlético Rafaela                   | 1                                       | 1                   |   |                                         |                  |                                    |                      |                  |   |                                    |             |             |             |             |  |                                    |          |       |       |       |  |
|  | Bandera de la Provincia de Santa Fe     | Atlético Rafaela                   | 1                                       | 1                   |   |                                         |                  |                                    |                      |                  |   |                                    |             |             |             |             |  |                                    |          |       |       |       |  |
|  |                                         |                                    |                                         |                     |   |                                         |                  |                                    |                      |                  |   |                                    |             |             |             |             |  |                                    |          |       |       |       |  |

Nota: En la línea superior de cada llave, figuran los equipos que definieron las llaves de vuelta de local, por tener ventaja deportiva. En caso de empate global, prevalecía dicha ventaja.
- Club Atlético Belgrano
Ascendido a Primera División.

## Tabla de descenso
| Pos  | Equipo                            | 88/89 | 89-90 | 90-91 | Total | PJ  | Promedio |
| ---- | --------------------------------- | ----- | ----- | ----- | ----- | --- | -------- |
| 1.º  | Belgrano                          | 50    | 47    | 52    | 149   | 126 | 1,182    |
| 2.º  | San Martín (Tucumán)              | -     | 48    | 48    | 96    | 84  | 1,142    |
| 3.º  | Quilmes                           | 37    | 53    | 54    | 144   | 126 | 1,142    |
| 4.º  | Atlético Tucumán                  | 45    | 43    | 52    | 140   | 126 | 1,111    |
| 5.º  | Banfield                          | 44    | 46    | 47    | 137   | 126 | 1,087    |
| 6.º  | Almirante Brown                   | 51    | 39    | 46    | 136   | 126 | 1,079    |
| 7.º  | Atlético de Rafaela               | -     | 47    | 42    | 89    | 84  | 1,059    |
| 8.º  | Instituto                         | -     | -     | 44    | 44    | 42  | 1,047    |
| 9.º  | Colón                             | 50    | 45    | 36    | 131   | 126 | 1,039    |
| 10.º | Deportivo Morón                   | -     | -     | 43    | 43    | 42  | 1,023    |
| 11.º | Douglas Haig                      | 32    | 51    | 44    | 127   | 126 | 1,007    |
| 12.º | Deportivo Italiano                | 46    | 46    | 34    | 126   | 126 | 1,000    |
| 13.º | Villa Dálmine                     | -     | 44    | 39    | 83    | 84  | 0,988    |
| 14.º | Talleres (Remedios de Escalada)   | 48    | 35    | 41    | 124   | 126 | 0,984    |
| 15.º | Defensa y Justicia                | 49    | 35    | 38    | 122   | 126 | 0,968    |
| 16.º | Racing (Córdoba)                  | -     | -     | 40    | 40    | 42  | 0,952    |
| 17.º | Deportivo Laferrere               | -     | -     | 39    | 39    | 42  | 0,928    |
| 18.º | Deportivo Maipú                   | 43    | 35    | 38    | 116   | 126 | 0,920    |
| 19.º | Central Córdoba (Sgo. del Estero) | 43    | 37    | 33    | 113   | 126 | 0,896    |
| 20.º | Tigre                             | 30    | 41    | 42    | 113   | 126 | 0,896    |
| 21.º | Cipolletti                        | 28    | 33    | 48    | 109   | 126 | 0,865    |
| 22.º | Atlanta                           | -     | -     | 16    | 16    | 42  | 0,380    |

|  | Debieron disputaron un desempate para definir el tercer descenso. |
|  | Descendieron a la tercera categoría.                              |

## Descensos
Atlanta y Cipolletti (Río Negro) descendieron por peor promedio en las últimas tres temporadas.
Central Córdoba (Santiago del Estero) y Tigre debieron disputar un partido desempate para mantener la categoría ya que ambos equipos habían obtenido el mismo promedio en la tabla de descenso.
Deportivo Maipú (Mendoza), a su vez, debió jugar un partido de promoción ante Godoy Cruz (Mendoza) para conservar el cupo en esta categoría.
| Desempate por el descenso                                                          |           |           |             |                    |
| Local                                                                              | Resultado | Visitante | Estadio     | Fecha              |
| ---------------------------------------------------------------------------------- | --------- | --------- | ----------- | ------------------ |
| Central Córdoba (Santiago del Estero)                                              | 3 - 0     | Tigre     | 15 de Abril | 8 de junio de 1991 |
| Central Córdoba mantuvo la categoría. Tigre descendió a la Primera B Metropolitana |           |           |             |                    |

| Promoción B Nacional - Torneo del Interior |           |                      |                     |                    |
| Local                                      | Resultado | Visitante            | Estadio             | Fecha              |
| ------------------------------------------ | --------- | -------------------- | ------------------- | ------------------ |
| Deportivo Maipú (Mendoza)                  | 2 - 1     | Godoy Cruz (Mendoza) | Malvinas Argentinas | 8 de junio de 1991 |
| Deportivo Maipú mantuvo la categoría.      |           |                      |                     |                    |